# Susoliv, Sambir
Susoliv (în ucraineană Сусолів) este localitatea de reședință a comunei Susoliv din raionul Sambir, regiunea Liov, Ucraina.

## Demografie
Componența lingvistică a localității Susoliv
     Ucraineană (99,89%)
     Alte limbi (0,11%)
Conform recensământului din 2001, majoritatea populației localității Susoliv era vorbitoare de ucraineană (99,89%), existând în minoritate și vorbitori de alte limbi.